# Thomas Marshall
Thomas Marshall (Chatton (en), 1849 - Carlisle, 1913) est un joueur international écossais de rugby et de cricket.
Il fait partie de l'équipe d'Écosse de rugby qui affronte l'Angleterre dans ce qui constitue le tout premier match international de rugby de l'histoire, en 1871.

## Biographie
Thomas Roger Marshall naît le 26 juin 1849 à Chatton (en), dans le comté de Northumberland, dans le nord de l'Angleterre.

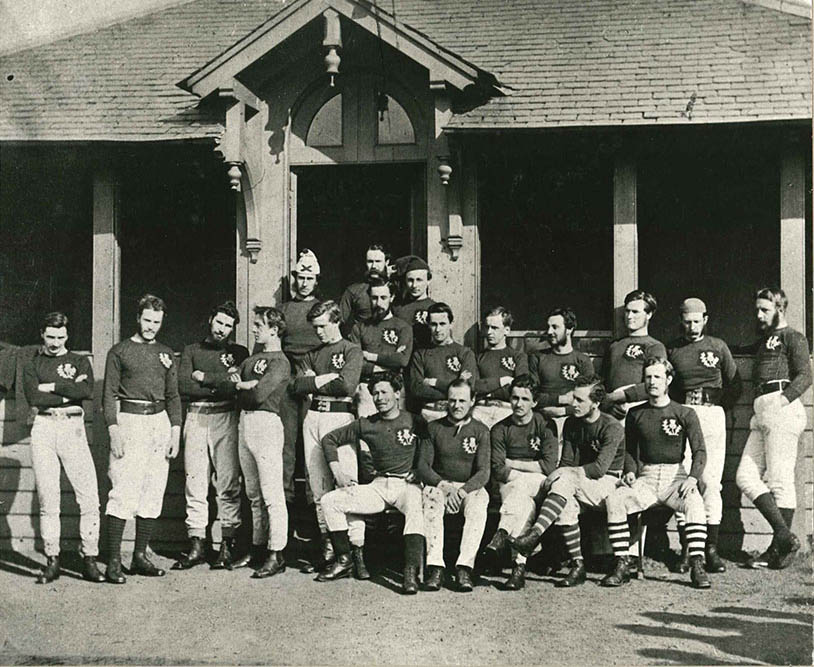
La première équipe nationale de rugby d'Écosse, lors du match de mars 1871 contre l'Angleterre à Édimbourg.

Il évolue comme full-back (arrière) au sein du Edinburgh Academical FC,.
Ses performances en club sont remarquées, et Marshall est sélectionné pour faire partie de la toute première équipe d'Écosse qui va affronter l'Angleterre lors du tout premier match international de rugby de l'histoire, le 27 mars 1871. Le match se conclut par une victoire des Écossais 1 à 0,,. Il joue aussi les trois autres matchs internationaux suivants, opposant toujours l'Écosse et l'Angleterre, jusqu'en 1874,.
Son frère, William (en), a lui aussi été international écossais,.
Également joueur de cricket, Thomas Marshall évolue au sein du Marylebone Cricket Club et devient aussi un joueur international écossais de cricket.
Il meurt à Carlisle, en Angleterre, à quelques kilomètres de la frontière écossaise, le 27 juin 1913.